# Крумовград
Крумовград (болг. Крумовград, тур. Koşukavak) — город в Болгарии. Находится в Кырджалийской области, входит в общину Крумовград. Население составляет 5 100 человек.

## Политическая ситуация
Кмет (мэр) общины Крумовград — Себихан Керим Мехмед (Движение за права и свободы (ДПС)) по результатам выборов в правление общины.

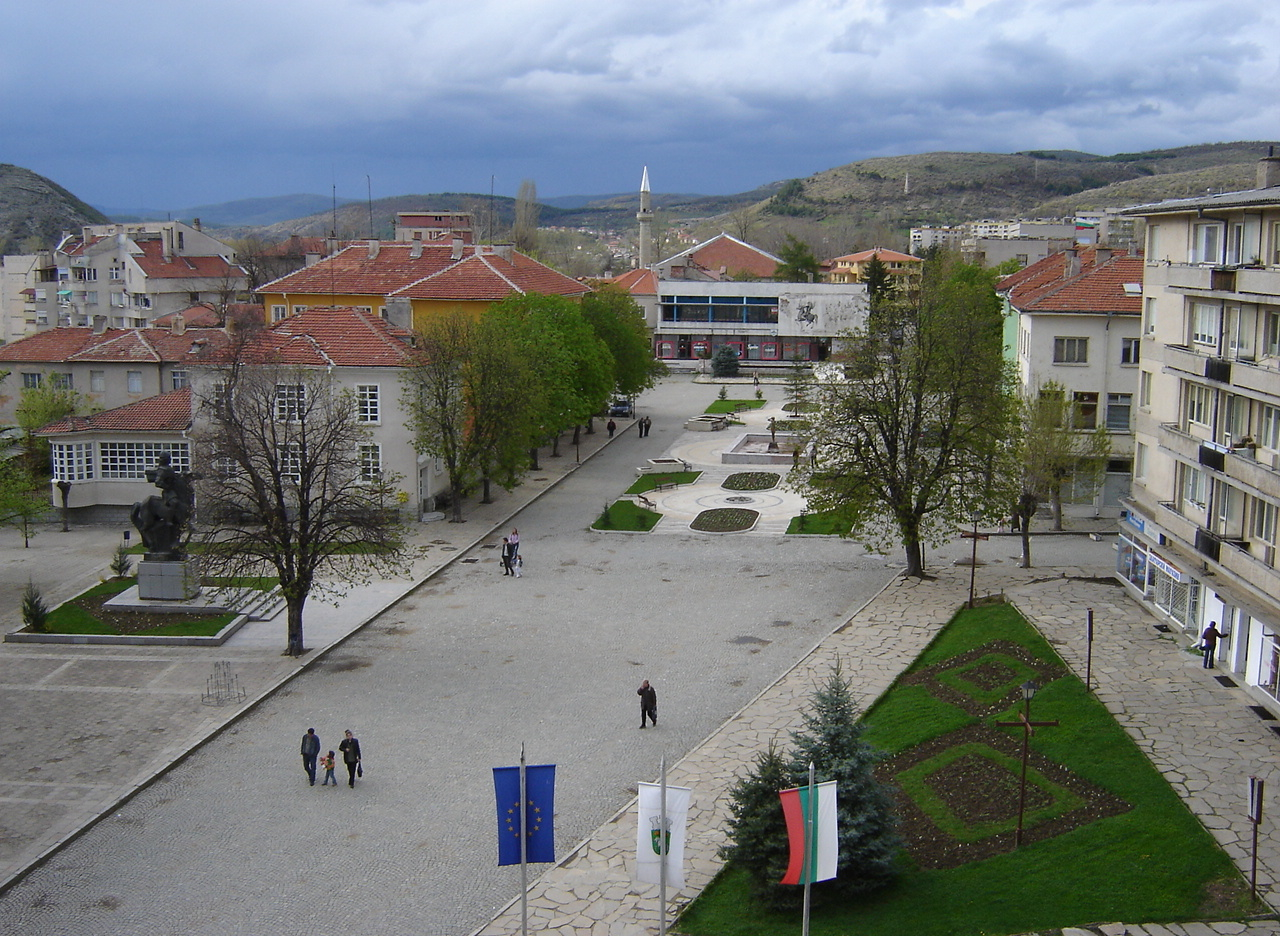